# Chan Man
Chan Man (陳敏S; 4 ottobre 1993) è un calciatore macaense, difensore del Benfica de Macau.